# Żyrycze
Żyrycze (ukr. Жиричі) – wieś na Ukrainie w rejonie kowelskim, w obwodzie wołyńskim. Pierwsze wzmianki o wsi pochodzą z 1500 roku. W II Rzeczypospolitej miejscowość wchodziła w skład gminy wiejskiej Zabłocie w powiecie kowelskim województwa wołyńskiego. Nazwa wsi pochodzi od pastwisk, które niegdyś nazywano tu „żyrami”. Przed II wojną światową ze wsią sąsiadowały dwie niewielkie wioski Konobel i Kozelcia, które dziś wchodzą w jej skład. Ponadto w pobliżu znajdowało się kilka niewielkich chutorów: Chwoina, Horyce, Jaźwinki, Ohlowo, Rachowa, Zabródki i Zdil.
Do 2020 w rejonie ratnieńskim.